# Обгін (фільм, 1962)
«Обгін» (італ. Il Sorpasso) — італійський культовий фільм 1962 року, який зняв режисер Діно Різі. У міжнародному прокаті картина мала назву «Легке життя» (англ. The Easy Life). У головних ролях знялися Вітторіо Ґассман і Жан-Луї Трентіньян. 2008 року фільм занесено до списку «100 італійських фільмів, які потрібно зберегти».

## Сюжет
Під час свята Успіння Пресвятої Богородиці більшість мешканців італійських міст виїжджають до моря або в гори. Хвалькуватий і балакучий Бруно Кортона (Вітторіо Ґассман) на спортивному автомобілі їздить по спустілому Риму у пошуках сигарет і телефону. У відкритому вікні він помічає студента права Роберто Маріані (Жан-Луї Трентіньян), який змушений готуватися до іспиту, і просить дозволити скористатися з його телефону. Не додзвонившись, Бруно після короткої розмови переконує Роберто відволіктися від книжок і проїхатися з ним за місто. Так починається подорож на спортивному автомобілі по дорогах Італії двох цілком різних героїв, сором'язливого студента Роберто і ексцентричного Бруно …

## Ролі виконують
- Вітторіо Ґассман — Бруно Кортона
- Катрін Спаак — Лілі Кортона
- Жан-Луї Трентіньян — Роберто Маріані
- Лучіана Ангіолілло[it] — Джанна, дружина Бруно
- Клавдіо Ґора[it] — Бібі, наречений Лілі

## Навколо фільму
- Автомобіль Бруно — Lancia Aurelia B24 Spider, вперше вийшов 1954 року.
- Сцену гри в пінг-понг «Бруно проти Бібі» знімали у ресторані на пляжі Лучіола в Ліворно.

## Нагороди
- 1963 Премія Давида ді Донателло[2]:
  - за найкращу чоловічу роль — Вітторіо Ґассман
- 1963 Премія «Срібна стрічка» Італійського національного синдикату кіножурналістів:
  - найкращому акторові — Вітторіо Ґассман
- 1963 Премія на Міжнародному кінофестивалі у Мар-дель-Плата, (Аргентина):
  - найкращий режисер — Діно Різі